# 나카모토 스즈카
나카모토 스즈카(일본어: 中元 すず香 なかもと すずか[*])는 BABYMETAL의 센터이자 메인보컬. 1997년 12월 20일 출생. 히로시마현 히로시마시 출신.